# Iizuka

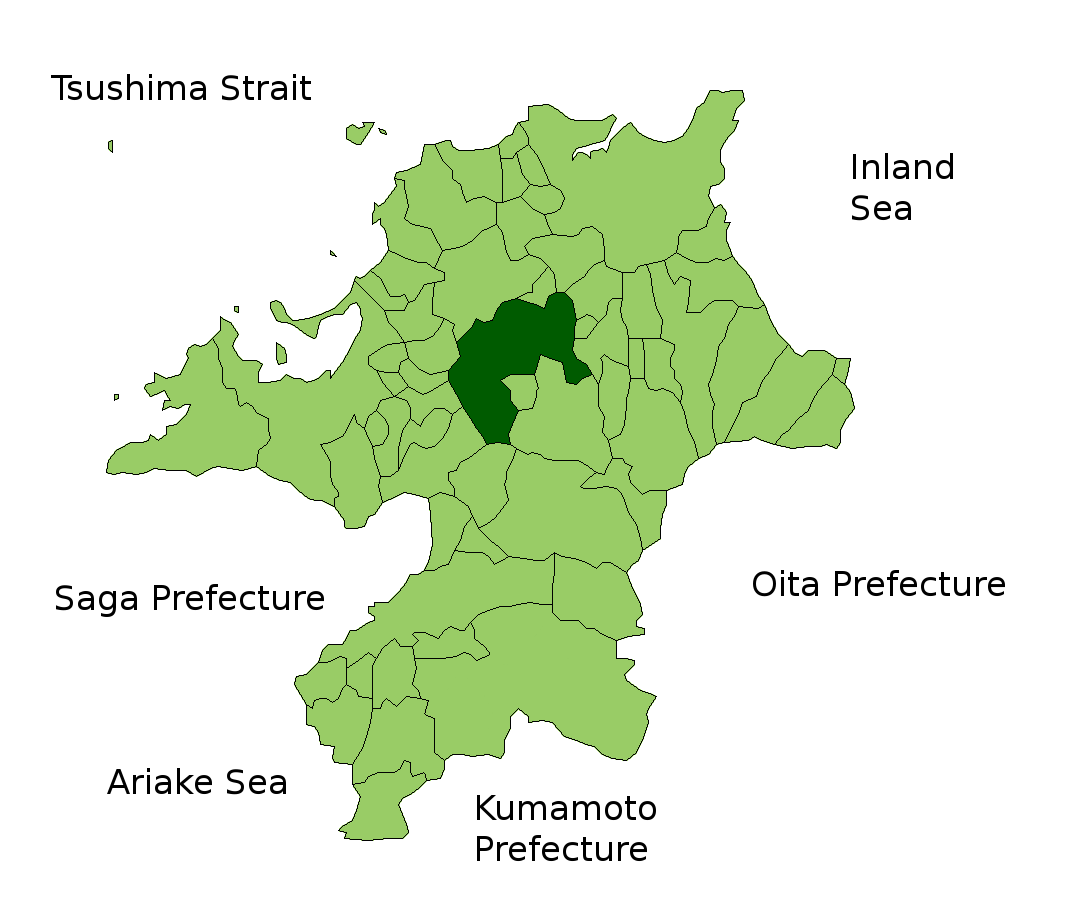

Iizuka (飯塚市 Iizuka-shi?) este un municipiu din Japonia, prefectura Fukuoka.